# Championnat de Russie de football de deuxième division 2013-2014
Navigation
Édition précédente Édition suivante
La saison 2013-2014 de FNL est la vingt-deuxième édition de la deuxième division russe. C'est la troisième édition à suivre un calendrier « automne-printemps » à cheval sur deux années civiles. Elle prend place du 7 juillet 2013 au 11 mai 2014.
Dix-neuf clubs du pays sont regroupés au sein d'une poule unique où ils s'affrontent à deux reprises, à domicile et à l'extérieur. En fin de saison, les trois derniers du classement sont relégués en troisième division tandis que les deux premiers sont directement promus en première division, alors que le troisième et le quatrième doivent disputer un barrage de promotion face au treizième et au quatorzième du premier échelon.
Le Mordovia Saransk remporte la compétition et retrouve la première division un an après l'avoir quittée. Il est accompagné de l'Arsenal Toula qui termine second tandis que les deux barragistes Oufa et le Torpedo Moscou remportent leurs confrontations respectives et sont également promus en première division.
À l'autre bout du classement, l'Angoucht Nazran est relégué en tant que lanterne rouge, accompagné par le dix-septième Neftekhimik Nijnekamsk. Deux abandons sont enregistrés durant la mi-saison, avec les retraits de l'Alania Vladikavkaz et du Saliout Belgorod qui cessent leurs activités au mois de février 2014.
Le meilleur buteur de la compétition est Aleksandr Koutine de l'Arsenal Toula avec dix-neuf buts inscrits. Il est suivi par le joueur d'Oufa Dmitri Goloubov qui en a inscrit quatorze tandis que le troisième Ilya Mikhalyov du Neftekhimik Nijnekamsk en comptabilise onze.

## Participants
Un total de dix-neuf équipes participent au championnat, douze d'entre elles étant déjà présentes la saison précédente, auxquelles s'ajoutent deux relégués de première division, l'Alania Vladikavkaz et le Mordovia Saransk, ainsi que cinq promus de troisième division, que sont l' Angoucht Nazran, l'Arsenal Toula, le Gazovik Orenbourg, le Khimik Dzerjinsk et le Luch-Energia Vladivostok, qui remplacent les promus et relégués de l'édition précédente.
Parmi ces clubs, le SKA-Energia Khabarovsk est celui présent depuis le plus longtemps avec une participation ininterrompue en deuxième division depuis 2002, suivi du Baltika Kaliningrad présent depuis 2006 et du Chinnik Iaroslavl prenant part à la compétition depuis 2009.
La pré-saison voit notamment le retrait du Metallourg-Kouzbass Novokouznetsk, qui se voit retirer sa licence de deuxième division durant le mois de juin. Le club n'est pas remplacé et le championnat se joue donc à dix-neuf équipes au lieu de vingt comme prévu initialement. En conséquence, seulement quatre équipes sont relégués en fin de saison au lieu de cinq. Dans le même temps, le Petrotrest Saint-Pétersbourg devient le Dinamo Saint-Pétersbourg.
La trêve hivernale est quant à elle marquée par les retraits de l'Alania Vladikavkaz et le Saliout Belgorod, qui abandonnent la compétition pour des raisons financières. La deuxième moitié de saison se joue donc à dix-sept équipes et le nombre de relégués passe à trois.
Légende des couleurs
- Relégué de première division
- Promu de troisième division

| Club                     | D2 depuis | Classement 2012-2013   | Entraîneur              | Stade                        | Capacité théorique |
| ------------------------ | --------- | ---------------------- | ----------------------- | ---------------------------- | ------------------ |
| Mordovia Saransk         | 2013      | 15 (D1)                | Yuriy Maksymov (en)     | Stade Start                  | 7 400              |
| Alania Vladikavkaz       | 2013      | 16 (D1)                | Artur Pagaïev (en)      | Stade Spartak                | 32 264             |
| Spartak Naltchik         | 2012      | 3                      | Khasanbi Bidjiev        | Stade Spartak                | 14 149             |
| SKA-Energia Khabarovsk   | 2002      | 4                      | Valdas Ivanauskas       | Stade Lénine                 | 15 200             |
| Baltika Kaliningrad      | 2006      | 5                      | Ievgueni Perevertaïlo   | Stade Baltika                | 14 660             |
| FK Oufa                  | 2012      | 6                      | Igor Kolyvanov          | Stade Dynamo                 | 4 500              |
| Neftekhimik Nijnekamsk   | 2012      | 7                      | Roustem Khouzine        | Stade Neftekhimik            | 3 200              |
| Sibir Novossibirsk       | 2011      | 8                      | Sergueï Balakhnine (en) | Stade Spartak                | 12 500             |
| Rotor Volgograd          | 2012      | 9                      | Fiodor Chtcherbatchenko | Stade central                | 32 120             |
| Ienisseï Krasnoïarsk     | 2011      | 10                     | Sergueï Petrenko        | Stade central                | 22 500             |
| Chinnik Iaroslavl        | 2009      | 11                     | Aleksandr Pobegalov     | Stade Chinnik                | 22 900             |
| Dinamo Saint-Pétersbourg | 2012      | 12                     | Pavel Goussev (en)      | MSA Petrovski                | 2 809              |
| Saliout Belgorod         | 2012      | 13                     | Sergueï Podpaly         | Stade Saliout                | 12 000             |
| Torpedo Moscou           | 2011      | 14                     | Aleksandr Borodiouk     | Stade Saturn                 | 16 500             |
| Arsenal Toula            | 2013      | 1 (D3, Centre)         | Dmitri Alenitchev       | Stade Arsenal                | 20 048             |
| Luch-Energia Vladivostok | 2013      | 1 (D3, Est)            | Aleksandr Grigoryan     | Stade Dynamo                 | 10 200             |
| Khimik Dzerjinsk         | 2013      | 1 (D3, Ouest)          | Vadim Khafizov          | Stade Khimik                 | 5 266              |
| Gazovik Orenbourg        | 2013      | 1 (D3, Oural-Povoljié) | Robert Ievdokimov       | Stade Gazovik                | 4 800              |
| Angoucht Nazran          | 2013      | 1 (D3, Sud)            | Boris Stoukalov (en)    | Stade central Rashid Ausheva | 3 200              |

### Changements d'entraîneurs
| Club                     | Entraîneur partant     | Date de départ | Entraîneur arrivant     | Date d'arrivée |
| ------------------------ | ---------------------- | -------------- | ----------------------- | -------------- |
| Saliout Belgorod         | Sergueï Tachouïev      | août 2013      | Sergueï Podpaly         | août 2013      |
| Torpedo Moscou           | Vladimir Kazakov (en)  | août 2013      | Nikolaï Savitchev (en)  | août 2013      |
| Mordovia Saransk         | Sergueï Podpaly        | août 2013      | Yuriy Maksymov (en)     | août 2013      |
| Ienisseï Krasnoïarsk     | Aleksandr Alfiorov     | septembre 2013 | Sergueï Petrenko        | septembre 2013 |
| Torpedo Moscou           | Nikolaï Savitchev (en) | septembre 2013 | Aleksandr Borodiouk     | septembre 2013 |
| Rotor Volgograd          | Igor Lediakhov         | octobre 2013   | Fiodor Chtcherbatchenko | octobre 2013   |
| Sibir Novossibirsk       | Dariusz Kubicki        | octobre 2013   | Sergueï Balakhnine (en) | novembre 2013  |
| Dinamo Saint-Pétersbourg | Boris Jouravliov (en)  | décembre 2013  | Pavel Goussev (en)      | décembre 2013  |
| Spartak Naltchik         | Timour Chipchev        | décembre 2013  | Khasanbi Bidjiev        | janvier 2014   |
| Alania Vladikavkaz       | Vladimir Gazzaïev      | février 2014   | Artur Pagaïev (en)      | février 2014   |

## Compétition

### Classement
Le classement est établi sur le barème classique de points (victoire à 3 points, match nul à 1, défaite à 0). Pour départager les équipes à égalité de points, on utilise les critères suivants :
1. Nombre de matchs gagnés
2. Confrontations directes (points, matchs gagnés, différence de buts, buts marqués, buts marqués à l'extérieur)
3. Différence de buts générale
4. Buts marqués (général)
5. Buts marqués à l'extérieur (général)

| Rang | Équipe                     | Pts | J  | G  | N  | P  | Bp | Bc | Diff |
| ---- | -------------------------- | --- | -- | -- | -- | -- | -- | -- | ---- |
| 1    | Mordovia Saransk R         | 73  | 36 | 22 | 7  | 7  | 59 | 30 | +29  |
| 2    | Arsenal Toula P            | 69  | 36 | 21 | 6  | 9  | 62 | 39 | +23  |
| 3    | Torpedo Moscou             | 65  | 36 | 19 | 8  | 9  | 45 | 22 | +23  |
| 4    | FK Oufa                    | 61  | 36 | 17 | 10 | 9  | 46 | 35 | +11  |
| 5    | Gazovik Orenbourg P        | 61  | 36 | 17 | 10 | 9  | 46 | 28 | +18  |
| 6    | Chinnik Iaroslavl          | 57  | 36 | 17 | 6  | 13 | 47 | 37 | +10  |
| 7    | SKA-Energia Khabarovsk     | 56  | 36 | 15 | 11 | 10 | 43 | 34 | +9   |
| 8    | Luch-Energia Vladivostok P | 55  | 36 | 15 | 10 | 11 | 40 | 25 | +15  |
| 9    | Baltika Kaliningrad        | 54  | 36 | 14 | 12 | 10 | 39 | 31 | +8   |
| 10   | Spartak Naltchik           | 51  | 36 | 13 | 12 | 11 | 36 | 34 | +2   |
| 11   | Sibir Novossibirsk         | 51  | 36 | 13 | 12 | 11 | 38 | 39 | -1   |
| 12   | Alania Vladikavkaz R       | 46  | 36 | 14 | 4  | 18 | 29 | 52 | -23  |
| 13   | Ienisseï Krasnoïarsk       | 45  | 36 | 12 | 9  | 15 | 40 | 47 | -7   |
| 14   | Dynamo Saint-Pétersbourg   | 43  | 36 | 12 | 7  | 17 | 38 | 46 | -8   |
| 15   | Rotor Volgograd            | 41  | 36 | 10 | 11 | 15 | 43 | 40 | +3   |
| 16   | Khimik Dzerjinsk P         | 37  | 36 | 10 | 7  | 19 | 29 | 49 | -20  |
| 17   | Neftekhimik Nijnekamsk     | 33  | 36 | 7  | 12 | 17 | 38 | 45 | -7   |
| 18   | Saliout Belgorod           | 27  | 36 | 6  | 9  | 21 | 23 | 53 | -30  |
| 19   | Angoucht Nazran P          | 14  | 36 | 3  | 5  | 28 | 23 | 78 | -55  |

Promotion en première division
- 1er et 2e : promotion
- 3e et 4e : barrage de promotion

Relégation en troisième division
- 12e et 18e : abandon
- 10e et 15e : rétrogradation
- 17e à 19e : relégation

Abréviations
- R : Relégué de première division
- P : Promu de troisième division

1. ↑  Le Spartak Naltchik quitte le championnat à l'issue de la saison en raison de ses problèmes financiers[6].
2. 1 2  L'Alania Vladikavkaz et le Saliout Belgorod abandonnent tous les deux le championnat durant le mois de février 2014 en raison de leurs problèmes financiers. Leurs matchs restants sont comptés comme des défaites sur tapis vert sur le score de 3-0 en faveur de l'équipe adverse[4].
3. ↑  Le Rotor Volgograd quitte le championnat à l'issue de la saison en raison de ses problèmes financiers[7].

### Résultats
| Résultats (▼dom., ►ext.) | ALA | ANG | ARS | BAL | DYN | GAZ | KHI | LUC | MOR | NEF | ROT | SAL | CHI | SIB | SKA | SPA | TOR | OUF | IEN |
| Alania Vladikavkaz       |     | 1-0 | 2-0 | 1-0 | 3-1 | 3-0 | 4-0 | 0-0 | 0-3 | 2-1 | 2-1 |     | 0-3 | 0-3 | 0-3 | 1-0 | 0-3 | 0-3 | 2-1 |
| Angoucht Nazran          | 1-0 |     | 1-3 | 1-2 | 2-0 | 0-1 | 2-1 | 0-2 | 0-0 | 1-1 | 0-2 | 1-1 | 0-2 | 2-2 | 0-1 | 1-2 | 0-2 | 0-1 | 1-2 |
| Arsenal Toula            | 3-0 | 3-0 |     | 1-1 | 0-1 | 2-0 | 1-0 | 0-3 | 0-0 | 2-1 | 4-0 | 3-0 | 4-0 | 2-0 | 5-1 | 3-2 | 1-0 | 1-0 | 1-2 |
| Baltika Kaliningrad      | 0-1 | 1-0 | 2-1 |     | 2-1 | 2-0 | 1-1 | 1-0 | 2-0 | 1-0 | 0-2 | 3-0 | 2-2 | 0-0 | 3-0 | 1-0 | 0-0 | 1-1 | 0-0 |
| Dynamo Saint-Pétersbourg | 3-0 | 4-0 | 0-1 | 2-0 |     | 0-1 | 1-2 | 1-1 | 0-3 | 0-3 | 0-0 | 3-0 | 0-0 | 1-0 | 0-0 | 0-0 | 2-3 | 2-0 | 4-2 |
| Gazovik Orenbourg        | 3-0 | 5-0 | 2-2 | 2-0 | 2-1 |     | 2-0 | 1-0 | 1-2 | 1-1 | 0-0 | 3-0 | 2-0 | 0-0 | 2-1 | 4-0 | 0-2 | 0-0 | 2-2 |
| Khimik Dzerjinsk         | 3-0 | 4-0 | 1-1 | 1-1 | 1-2 | 2-0 |     | 1-0 | 0-1 | 0-0 | 1-0 | 1-0 | 0-2 | 1-2 | 0-1 | 3-2 | 0-3 | 1-2 | 1-0 |
| Luch-Energia Vladivostok | 3-0 | 1-0 | 0-3 | 1-1 | 0-1 | 1-4 | 2-0 |     | 1-1 | 0-0 | 2-1 | 1-1 | 0-1 | 3-0 | 1-0 | 1-0 | 0-0 | 1-0 | 4-0 |
| Mordovia Saransk         | 0-0 | 3-0 | 0-1 | 1-0 | 4-1 | 1-0 | 4-0 | 1-0 |     | 2-2 | 2-0 | 1-0 | 4-2 | 2-0 | 1-0 | 3-0 | 1-0 | 2-2 | 3-0 |
| Neftekhimik Nijnekamsk   | 1-2 | 5-1 | 2-3 | 0-1 | 1-0 | 0-1 | 2-1 | 0-2 | 0-1 |     | 2-1 | 1-3 | 1-2 | 4-0 | 1-3 | 0-0 | 0-0 | 1-1 | 3-2 |
| Rotor Volgograd          | 3-0 | 3-0 | 1-1 | 1-2 | 3-1 | 1-1 | 3-0 | 0-2 | 1-1 | 0-0 |     | 3-0 | 2-0 | 0-2 | 1-2 | 2-2 | 1-2 | 1-1 | 1-0 |
| Saliout Belgorod         | 0-1 | 3-0 | 3-0 | 2-1 | 1-1 | 1-1 | 0-0 | 0-3 | 0-3 | 0-0 | 1-0 |     | 4-0 | 0-3 | 0-3 | 0-3 | 0-3 | 1-2 | 1-1 |
| Chinnik Iaroslavl        | 1-0 | 4-2 | 5-0 | 1-1 | 0-1 | 0-1 | 4-0 | 1-0 | 3-0 | 3-0 | 1-0 | 0-0 |     | 2-0 | 1-2 | 2-1 | 2-1 | 1-0 | 0-0 |
| Sibir Novossibirsk       | 1-1 | 1-1 | 0-3 | 1-1 | 0-2 | 1-1 | 2-0 | 1-1 | 4-2 | 2-1 | 2-2 | 1-0 | 1-0 |     | 0-1 | 0-0 | 2-1 | 1-0 | 1-0 |
| SKA-Energia Khabarovsk   | 0-1 | 2-1 | 3-0 | 2-1 | 1-1 | 2-0 | 1-1 | 1-1 | 0-1 | 1-1 | 0-0 | 0-0 | 3-0 | 2-1 |     | 1-1 | 0-0 | 2-2 | 2-2 |
| Spartak Naltchik         | 1-1 | 3-1 | 0-0 | 1-1 | 3-0 | 0-1 | 0-0 | 1-3 | 1-0 | 2-1 | 1-1 | 1-0 | 1-0 | 2-0 | 2-1 |     | 0-0 | 0-0 | 1-0 |
| Torpedo Moscou           | 2-0 | 4-2 | 2-0 | 1-0 | 2-0 | 0-2 | 0-1 | 2-0 | 4-2 | 2-1 | 1-0 | 2-1 | 1-0 | 0-0 | 1-0 | 1-2 |     | 0-0 | 0-0 |
| FK Oufa                  | 2-1 | 2-1 | 3-4 | 3-2 | 3-0 | 1-0 | 2-1 | 0-0 | 3-0 | 1-1 | 3-2 | 1-0 | 2-1 | 0-3 | 2-0 | 0-1 | 1-0 |     | 1-0 |
| Ienisseï Krasnoïarsk     | 3-0 | 4-1 | 1-3 | 0-2 | 2-1 | 0-0 | 1-0 | 1-0 | 2-4 | 1-0 | 1-4 | 3-0 | 1-1 | 1-1 | 0-1 | 1-0 | 1-0 | 3-1 |     |

### Barrages de promotion
Les troisième et quatrième du championnat, le Torpedo Moscou et le FK Oufa, affrontent respectivement le quatorzième et le treizième de la première division à la fin de la saison dans le cadre d'un barrage aller-retour.
Confronté à Tom Tomsk, le FK Oufa remporte dans un premier temps une large victoire 5-1 chez lui avant d'être battu 3-1 à Tomsk. Oufa l'emporte finalement sur le score cumulé de 6-4. Le Torpedo Moscou est quant à lui confronté au Krylia Sovetov Samara, contre qui il remporte dans un premier temps une victoire 2-0 à domicile avant d'obtenir un match nul 0-0 à Samara. Les deux clubs de deuxième division accèdent donc à la promotion tandis que ceux du premier échelon sont relégués.
| Équipe              | Aller | Total | Retour | Équipe                     |
| ------------------- | ----- | ----- | ------ | -------------------------- |
| FK Oufa (D2)        | 5 - 1 | 6 - 4 | 1 - 3  | (D1) Tom Tomsk             |
| Torpedo Moscou (D2) | 2 - 0 | 2 - 0 | 0 - 0  | (D1) Krylia Sovetov Samara |

| 18 mai 2014 | FK Oufa (D2)                                               | 5 - 1 | (D1) Tom Tomsk | Stade Dinamo, Oufa                               |                                                  |
|             | Goloubov (en) 4e (pen.) 10e 24e 61e · William Oliveira 83e |       | 56e Pantchenko | Spectateurs : 4 500 Arbitrage : Sergueï Karassev | Spectateurs : 4 500 Arbitrage : Sergueï Karassev |
|             | Rapport                                                    |       |                | Spectateurs : 4 500 Arbitrage : Sergueï Karassev | Spectateurs : 4 500 Arbitrage : Sergueï Karassev |

| 22 mai 2014 | Tom Tomsk (D1)                                           | 3 - 1 | (D2) FK Oufa      | Stade Troud, Tomsk                                   |                                                      |
|             | Bachkirov (en) 4e · Golychev (en) 23e · Portniaguine 72e |       | 30e Goloubov (en) | Spectateurs : 7 500 Arbitrage : Vladislav Bezborodov | Spectateurs : 7 500 Arbitrage : Vladislav Bezborodov |
|             | Rapport                                                  |       |                   | Spectateurs : 7 500 Arbitrage : Vladislav Bezborodov | Spectateurs : 7 500 Arbitrage : Vladislav Bezborodov |

| 18 mai 2014 | Torpedo Moscou (D2)                   | 2 - 0 | (D1) Krylia Sovetov Samara | Stade Saturn, Ramenskoïe                       |                                                |
|             | Salouguine (en) 40e · Vlasov (en) 67e |       |                            | Spectateurs : 6 500 Arbitrage : Sergueï Ivanov | Spectateurs : 6 500 Arbitrage : Sergueï Ivanov |
|             | Rapport                               |       |                            | Spectateurs : 6 500 Arbitrage : Sergueï Ivanov | Spectateurs : 6 500 Arbitrage : Sergueï Ivanov |

| 22 mai 2014 | Krylia Sovetov Samara (D1) | 0 - 0 | (D2) Torpedo Moscou | Stade Metallourg, Samara                        |
|             |                            |       |                     | Spectateurs : 20 000 Arbitrage : Mikhaïl Vilkov |
|             | Rapport                    |       |                     |                                                 |

## Statistiques

### Domicile et extérieur
| Rang | Équipe                   | Pts | J  | G  | N  | P  | Bp | Bc | Diff |
| ---- | ------------------------ | --- | -- | -- | -- | -- | -- | -- | ---- |
| 1    | Mordovia Saransk         | 45  | 18 | 14 | 3  | 1  | 35 | 8  | +27  |
| 2    | Arsenal Toula            | 41  | 18 | 13 | 2  | 3  | 36 | 11 | +25  |
| 3    | FK Oufa                  | 41  | 18 | 13 | 2  | 3  | 30 | 17 | +13  |
| 4    | Chinnik Iaroslavl        | 39  | 18 | 12 | 3  | 3  | 31 | 9  | +22  |
| 5    | Torpedo Moscou           | 39  | 18 | 12 | 3  | 3  | 25 | 11 | +14  |
| 6    | Gazovik Orenbourg        | 36  | 18 | 10 | 6  | 2  | 32 | 11 | +21  |
| 7    | Baltika Kaliningrad      | 36  | 18 | 10 | 6  | 2  | 22 | 9  | +13  |
| 8    | Spartak Naltchik         | 34  | 18 | 9  | 7  | 2  | 20 | 10 | +10  |
| 9    | Ienisseï Krasnoïarsk     | 33  | 18 | 10 | 3  | 5  | 26 | 19 | +7   |
| 10   | Luch-Energia Vladivostok | 32  | 18 | 9  | 5  | 4  | 22 | 13 | +9   |
| 11   | Alania Vladikavkaz       | 31  | 18 | 10 | 1  | 7  | 21 | 22 | -1   |
| 12   | Sibir Novossibirsk       | 31  | 18 | 8  | 7  | 3  | 21 | 17 | +4   |
| 13   | SKA-Energia Khabarovsk   | 28  | 18 | 6  | 10 | 2  | 23 | 14 | +9   |
| 14   | Khimik Dzerjinsk         | 27  | 18 | 8  | 3  | 7  | 21 | 17 | +4   |
| 15   | Rotor Volgograd          | 27  | 18 | 7  | 6  | 5  | 27 | 17 | +10  |
| 16   | Dinamo Saint-Pétersbourg | 26  | 18 | 7  | 5  | 6  | 23 | 16 | +7   |
| 17   | Neftekhimik Nijnekamsk   | 21  | 18 | 6  | 3  | 9  | 24 | 24 | 0    |
| 18   | Saliout Belgorod         | 20  | 18 | 5  | 5  | 8  | 17 | 25 | -8   |
| 19   | Angoucht Nazran          | 13  | 18 | 3  | 4  | 11 | 13 | 25 | -12  |

| Rang | Équipe                   | Pts | J  | G | N | P  | Bp | Bc | Diff |
| ---- | ------------------------ | --- | -- | - | - | -- | -- | -- | ---- |
| 1    | SKA-Energia Khabarovsk   | 28  | 18 | 9 | 1 | 8  | 20 | 20 | 0    |
| 2    | Mordovia Saransk         | 28  | 18 | 8 | 4 | 6  | 24 | 22 | +2   |
| 3    | Arsenal Toula            | 28  | 18 | 8 | 4 | 6  | 26 | 28 | -2   |
| 4    | Torpedo Moscou           | 26  | 18 | 7 | 5 | 6  | 20 | 11 | +9   |
| 5    | Gazovik Orenbourg        | 25  | 18 | 7 | 4 | 7  | 14 | 17 | -3   |
| 6    | Luch-Energia Vladivostok | 23  | 18 | 6 | 5 | 7  | 18 | 12 | +6   |
| 7    | Sibir Novossibirsk       | 20  | 18 | 5 | 5 | 8  | 17 | 22 | -5   |
| 8    | FK Oufa                  | 20  | 18 | 4 | 8 | 6  | 16 | 18 | -2   |
| 9    | Chinnik Iaroslavl        | 18  | 18 | 5 | 3 | 10 | 16 | 28 | -12  |
| 10   | Baltika Kaliningrad      | 18  | 18 | 4 | 6 | 8  | 17 | 22 | -5   |
| 11   | Dinamo Saint-Pétersbourg | 17  | 18 | 5 | 2 | 11 | 15 | 30 | -15  |
| 12   | Spartak Naltchik         | 17  | 18 | 4 | 5 | 9  | 16 | 24 | -8   |
| 13   | Alania Vladikavkaz       | 15  | 18 | 4 | 3 | 11 | 8  | 30 | -22  |
| 14   | Rotor Volgograd          | 14  | 18 | 3 | 5 | 10 | 16 | 23 | -7   |
| 15   | Ienisseï Krasnoïarsk     | 12  | 18 | 2 | 6 | 10 | 14 | 28 | -14  |
| 16   | Neftekhimik Nijnekamsk   | 12  | 18 | 1 | 9 | 8  | 14 | 21 | -7   |
| 17   | Khimik Dzerjinsk         | 10  | 18 | 2 | 4 | 12 | 8  | 32 | -24  |
| 18   | Saliout Belgorod         | 7   | 18 | 1 | 4 | 13 | 6  | 28 | -22  |
| 19   | Angoucht Nazran          | 1   | 18 | 0 | 1 | 17 | 10 | 53 | -43  |

### Meilleurs buteurs
| Rang | Joueur                | Club                                            | Buts |
| ---- | --------------------- | ----------------------------------------------- | ---- |
| 1    | Aleksandr Koutine     | Arsenal Toula                                   | 19   |
| 2    | Dmitri Goloubov (en)  | FK Oufa                                         | 14   |
| 3    | Ilya Mikhalyov (en)   | Luch-Energia Vladivostok Neftekhimik Nijnekamsk | 12   |
| 4    | Alekseï Ivanov (en)   | Mordovia Saransk                                | 11   |
| 5    | Anton Bobior          | Mordovia Saransk                                | 10   |
| 6    | Nathan Júnior         | SKA-Energia Khabarovsk                          | 9    |
| 6    | Vladislav Ryjkov (en) | Sibir Novossibirsk Arsenal Toula                | 9    |
| 6    | Ievgueni Savine       | Arsenal Toula                                   | 9    |
| 6    | Denis Tkatchouk (en)  | Gazovik Orenbourg                               | 9    |